# Dipterocarpus elongatus
Dipterocarpus elongatus là một loài thực vật trong họ Dipterocarpaceae, đặc hữu của Indonesia (Kalimantan và Sumatra), Malaysia (bán đảo Mã Lai, Sarawak) và Singapore. Loài này xuất hiện trong rừng sơ cấp và thứ cấp cũng như rừng đầm lầy nước ngọt.